# Саакянц, Роберт Аршавирович
Ро́берт Аршави́рович Саакя́нц (арм. Ռոբերտ Արշավիրի Սահակյանց; 30 августа 1950, Баку, Азербайджанская ССР, СССР — 24 сентября 2009, Ереван, Армения) — советский и армянский режиссёр, сценарист и художник мультипликационных фильмов. Народный артист Республики Армения (2008).

## Биография
Родился 30 августа 1950 года в Баку в армянской семье.
С 1964 года жил в Ереване. С 1970 года работал на киностудии «Арменфильм» в качестве художника-мультипликатора, с 1972 года — режиссёром-мультипликатором. Является автором сценариев и художником-постановщиком практически всех своих фильмов, которых около тридцати (10- и 30-минутных) и клипов для канала ОРТ и армянского телевидения (около 70), а также соавтором других мультипликационных фильмов, снятых на киностудии «Арменфильм». Фильмы имеют награды международных и всесоюзных кинофестивалей во Франции, Италии, Испании, Германии, Японии, а также в столицах республик бывшего СССР — Киеве, Ереване, Москве, Таллине.

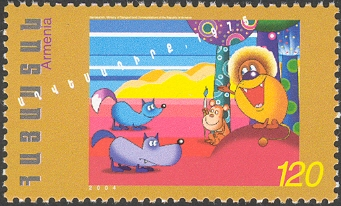
Фрагмент из мультфильма «Лисья книга» (1975 года) на почтовой марке 2004 года

В 1987 году получил звание Заслуженного деятеля искусств. В 2008 году получил звание Народного артиста Армении. Являлся художественным руководителем объединения мультипликационных фильмов киностудии «Арменфильм». Из работ Саакянца наибольшую известность в России имеют мультфильмы цикла, созданного по сказкам классика армянской литературы Ованеса Туманяна («Кто расскажет небылицу?» и другие). В 2002 году результате знакомства Роберта Саакянца с творческой группой, названной впоследствии «Yellow Submaryan», появилась на свет серия рисованных клипов «Yellow Submaryan».
Скончался 24 сентября 2009 года в Ереване после тяжелой операции на сердце (аневризма аорты).
Похоронен 26 сентября.
Дело в том, что власти не имеют никакого значения в моей работе. Прежде всего, я считаю себя мужчиной. А мужчина во все времена, когда приходил на новое место, строил свой дом и выживал. Если император был шизофреником, мужчине было труднее, если нормальным — легче. Но он всегда во все времена кормил свою семью и сажал своё дерево. У нас же принято сидеть и ждать своих званий народного артиста и невероятных пенсий в качестве благодарности. Я ещё могу принять аргументы, когда правительство мешает работать. Но если власти не помогают, это не причина бедствовать и бездействовать.Роберт Аршавирович Саакянц

## Телепоказы обучающих мультфильмов
С 2004 по 2011 годы мультфильмы показывали. В 2008—2012 годы мультфильмы демонстрировались на «Новом иллюзионе», «НТК», «НТМ Ярославль», «ТНВ», «МИР», «Детский». Мультфильмы показывали на каналах «Теленяня» и «Мультимания». а также в 2016 году «Монстры анимации» на 2х2

## Фильмография

### Режиссёрские работы
- 1972 — «Лилит»
- 1973 — «Непобедимый»
- 1973 — «Сказка про снежного человека Дарбульку»
- 1974 — «Как медвежата китов кормили»
- 1975 — «Лисья книга»
- 1976 — «Лис, который ничего не умел»
- 1977 — «Фитиль» (выпуск № 179)
- 1977 — «Охотники»
- 1979 — «Кикос»
- 1979 — «Первый»
- 1980 — «Храбрый Назар»
- 1981 — «…Три синих-синих озера малинового цвета…»
- 1982 — «Кто расскажет небылицу?»
- 1983 — «Ух ты, говорящая рыба!»
- 1984 — «Находчивый крестьянин»
- 1984 — «В синем море, в белой пене…»
- 1985 — «Ишь ты, Масленица!»
- 1987 — «Урок»
- 1988 — «Ветер»
- 1989 — «Кнопка»
- 1990 — «Тебе, Армения!»
- 1991 — «Всё хорошо»
- 1992 — «Сон в летнюю ночь» из цикла «Шекспир: Великие комедии и трагедии»
- 1994 — «Топор»
- 1994 — «Выборы»
- 1994—1999 — «Сказки новой России» (ОРТ)
- 1997 — «Ковчег»
- 1997 — «Виктория»
- 1998 — «Optimus Mundus 4. Лучший город земли»
- 1999 — «Наш двор 2.5»
- 2000 — «Я тоже армянин»
- 2002 — «Признаки разумной жизни» (Диплом Крок-2002)
- 2002 — «Yellow Submaryan»
- 2004 — «Таверна»
- 2004 — «Сын сапожника»
- 2004 — «Ананас Бананас»
- 28 октября 2004 — «Учимся читать»
- 28 ноября 2004 — «Учимся считать»
- 20 мая 2005 — «Твои первые животные»
- 13 августа 2005 — «В мире динозавров»
- 2 ноября 2005 — «География для самых маленьких»
- 2005 — «Армянский Рай»
- 2005 — «Дорога домой. Тигранакерт»
- 2006 — «Дорога домой. Багеш»
- 4 августа 2006 — «Астрономия для самых маленьких»
- 30 августа 2006 — «Природоведение для самых маленьких»
- 16 сентября 2006 — «Занимательная геометрия»
- 26 ноября 2006 — «Английский язык для самых маленьких»
- 2007 — «Дорога домой. Муш»
- 1 марта 2007 — «Всемирная история. Древний человек»
- 1 июня 2007 — «Всемирная история. Вавилон»
- 1 июня 2007 — «Учимся рисовать»
- 30 июня 2007 — «Занимательная химия»
- 15 июля 2007 — «Физика для самых маленьких»
- 8 декабря 2007 — «Азбука для малышей»
- 8 декабря 2008 — «Арифметика для малышей»
- 8 декабря 2008 — «Английский язык для малышей»
- 8 декабря 2008 — «Энциклопедия всезнайки». Две части
- 13 декабря 2008 — «Всемирная история. Древний Египет»
- 2009 — «Дорога домой. Ахтамар»
- 13 июля 2009 — «Всемирная история. Древняя Греция»
- 2009 — «Кот да Винчи»

### Автор сценария
- 1973 — «Непобедимый»
- 1973 — «Сказка про снежного человечка Дарбульку»
- 1974 — «Как медвежата кита кормили»
- 1975 — «Лисья книга»
- 1976 — «Лис, который ничего не умел»
- 1977 — «Охотники»
- 1979 — «Кикос»
- 1979 — «Первый»
- 1980 — «Храбрый Назар»
- 1981 — «…Три синих-синих озера малинового цвета…»
- 1981 — «Тысяча уловок»
- 1982 — «Кто расскажет небылицу?»
- 1982 — «У попа была собака»
- 1983 — «Ух ты, говорящая рыба!»
- 1984 — «Находчивый крестьянин»
- 1984 — «В синем море, в белой пене…»
- 1985 — «Ишь ты, Масленица!»
- 1987 — «Урок»
- 1989 — «Кнопка»
- 1990 — «Тебе, Армения!»
- 1991 — «Всё хорошо»
- 1994 — «Топор»
- 1994—1999 — «Сказки новой России»
- 1997 — «Ковчег»
- 1997 — «Виктория»
- 2002 — «Признаки разумной жизни»
- 2002 — «Yellow Submaryan»
- 2004 — «Таверна»
- 2004 — «Сын сапожника»
- 2004 — «Ананас Бананас»
- 28 октября 2004 — «Учимся читать»
- 28 ноября 2004 — «Учимся считать»
  - 20 мая 2005 — «Твои первые животные»
  - 13 августа 2005 — «В мире динозавров»
  - 2 ноября 2005 — «География для самых маленьких»
- 2005 — «Армянский Рай»
- 2005 — «Дорога домой. Тигранакерт»
- 2006 — «Дорога домой. Багеш»
  - 4 августа 2006 — «Астрономия для самых маленьких»
  - 30 августа 2006 — «Природоведение для самых маленьких»
  - 16 сентября 2006 — «Занимательная геометрия»
  - 26 ноября 2006 — «Английский язык для самых маленьких»
- 2007 — «Дорога домой. Муш»
  - 1 марта 2007 — «Всемирная история. Древний человек»
  - 1 июня 2007 — «Всемирная история. Вавилон»
  - 1 июня 2007 — «Учимся рисовать»
  - 30 июня 2007 — «Занимательная химия»
  - 15 июля 2007 — «Физика для самых маленьких»
  - 8 декабря 2007 — «Азбука для малышей»
  - 8 декабря 2008 — «Арифметика для малышей»
  - 8 декабря 2008 — «Английский язык для малышей»
  - 8 декабря 2008 — «Энциклопедия всезнайки». Две части
  - 13 декабря 2008 — «Всемирная история. Древний Египет»
- 2009 — «Дорога домой. Ахтамар»
- 13 июля 2009 — «Всемирная история. Древняя Греция»
- 2009 — «Кот да Винчи»

### Художник-постановщик
- 1972 — «Лилит»
- 1973 — «Волшебный лаваш»
- 1977 — «Охотники»
- 1979 — «Кикос»
- 1983 — «Ух ты, говорящая рыба!»
- 1985 — «Кто покрасил Красное море»
- 1987 — «Урок»
- 1988 — «Ветер»
- 1992 — «Сон в летнюю ночь»
- 2000 — «Маленький (лола)»
- 2002 — «Признаки разумной жизни»
- 2004 — «Таверна»

### Художник-мультипликатор
- 1971 — «Мышонок вай-вай»
- 1974 — «Шлепанцы Абу-Гасана»
- 1975 — «Лентяй»
- 1976 — «Найденный сон»
- 1978 — «Собрание мышей»
- 1980 — «Панос-неудачник»
- 1982 — «Сказка о зеркале»
- 1983 — «Маленький земледелец»
- 1985 — «Ишь ты, масленица!»
- 1986 — «Эхо»
- 1986 — «Три сказки»
- 1987 — «Урок»
- 1992 — «Сон в летнюю ночь»
- 1994 — «Новые русские»
- 1998 — «Optimus Mundus 4. лучший город земли»
- 1999 — «Маленький…» (клип Кабаре-дуэта «Академия»)
- 2000 — «Луна» (клип Леонида Агутина)
- 2002 — «Yellow Submaryan»
- 2005 — «Моя большая армянская свадьба» (анимационные фрагменты, совместно с Давидом Саакянцем)

### Диафильмы
- 1988 — «Три синих-синих озера малинового цвета… Часть 1»[4]
- 1988 — «Три синих-синих озера малинового цвета… Часть 2»[5]
- 1989 — «Кто расскажет небылицу»[6]

### Актёрские работы
- 1998 — «Наш двор 2» (Месроп Маштоц)

### Оператор
- 2002 — «Признаки разумной жизни»

### Звукооператор
- 2002 — «Признаки разумной жизни»

### Автор текста
- 1978 — «Но ведь мы с тобой друзья?»

## Музыкальные клипы
- 1999 — «Наш двор 2.5» Клип на песню из фильма «Наш двор 2» с 96 минуты ленты, он вышел отдельным мультфильмом (в качестве режиссёра)
- 1999 — «Маленький» (Кабаре-дуэт «Академия») (в качестве режиссёра, сценариста, художника и аниматора)
- 2000 — «Луна (Леонид Агутин)» (в качестве режиссёра, сценариста, художника и аниматора)
- 2002 — «Когда любовь ко мне придёт (Алсу)» (в качестве режиссёра, сценариста, художника и аниматора)
- 2004 — «Зовет сказка» (Сирушо) (в качестве режиссёра, сценариста, художника и аниматора)
- 2004 — «Спокойной ночи» (Сирушо) (в качестве режиссёра, сценариста, художника и аниматора)